# 岩瀬正雄
岩瀬 正雄（いわせ まさお、1907年11月27日 - 2003年5月18日）は、愛知県豊橋市出身の詩人。

## 経歴
愛知県豊橋市岩田町に生まれた。名古屋電気学校を中退している。17歳から詩作を行い、1928年（昭和3年）に上京した。高村光太郎の知偶を得て、1929年（昭和3年）に高村や草野心平らと新詩人会を結成。1932年（昭和7年）に初の詩集『悲劇』を発表した。『日本未来派』を経て『オルフェ』同人。1932年頃には豊橋市に帰郷して社会教育活動を始め、豊橋勤労少年会主事、豊橋連合青年団主事を務めたのちに、1945年（昭和20年）に豊橋市役所に就職した。1954年（昭和29年）に『炎天の楽器』で第3回中部日本詩人賞詩人賞を受賞。市役所では社会教育課長を務め、1962年（昭和37年）に定年退職。1983年に中日社会功労賞を受賞し、1992年に『わが罪 わが謝罪』で第17回地球賞を受賞。1994年に丸山薫賞が創設されると第1回から第5回まで運営委員会会長を務めた。2000年に詩集『空』で第18回現代詩人賞を最高齢で受賞。中日詩人会会長。

## 受賞
- 第3回中部日本詩人賞 1953[1]
- 豊橋文化賞[1]
- 中日社会功労賞 1983[1]
- 地球賞 1992[1]
- 現代詩人賞 2000[1]

## 編著書
- 『戦ふ青少年』編 希望の窓社 1943
- 『炎天の楽器 岩瀬正雄詩集』豊橋文化協会 1953
- 『火の地方 詩集』昭森社 1957
- 『石の花 岩瀬正雄詩集』昭森社 1962
- 『荒野 岩瀬正雄詩集』昭森社 1967
- 『風 岩瀬正雄詩集』白文堂 1976
- 『追憶の花火 郷土の文化の先駆者たち』東海日日新聞社 1978
- 『岩瀬正雄詩集』須永書房 1980
- 『茫茫 岩瀬正雄詩集』須永書房 1986
- 『北の人南の人』東海日日新聞社 1988
- 『岩瀬正雄詩集』土曜美術社出版販売 日本現代詩文庫 1991
- 『わが罪わが謝罪』須永書房 1992
- 『斑鳩行 岩瀬正雄詩集』須永書房 1995
- 『空 岩瀬正雄詩集』須永書房 1999